# RK Metković – Zalmo
RK Metković – Zalmo je rukometni klub iz Metkovića originalno osnovan 1963. Zbog financijske krize tadašnjeg RK Metković, postojao je i klub pod imenom RK Metković 1963.

## Uspjesi
- pobjednik Kupa EHF-a 2000.
- pobjednik Hrvatskog kupa 2001., 2002.
- EHF Liga prvaka 2001./02., 2003./04., 2004./05.
- klub je osvojio i naslov hrvatskog prvaka 2002. godine, ali mu je oduzet administrativnim putem
- Challenge Cup 2009./10.

## RK Metković 1963.
Prvi značajniji uspjeh novog kluba je osvajanje 3. HRL – Jug 2006./07. i plasman u 2. HRL – Jug. Reorganizacijom sustava natjecanja 2. HRL postaje treća liga, te je klub još bio trećeligaš. Igračku bazu činili su uglavnom domaći igrači ponikli u školi rukometa RK Metković i RK Jerkovac.

## Promjene u klubu
Zbog novih političkih prilika u Metkoviću dogodile su se upravljačke promjene u klubu.
Dana 18. srpnja 2013. održana je izvanredna skupština RK Metković 1963 na kojoj su izabrani novi upravni i nadzorni odbor.
Novi predsjednik upravnog odbora postao je Pero Jerković, a u njega su još ušli Mišo Glavinić, Jozo Matić, Boško Pavlović, Drago Bokan, Nikša Kaleb, Matko Jerković, Ivica Brnas i Alan Prusac. Nadzorni odbor kluba činili su Mato Čupić, Ivo Veraja i Filip Romić. 
Novim trenerom imenovan je po prvi put Mario Bjeliš. U prvoj sezoni pod vodstvom nove uprave dolazi do značajnih promjena i u igračkom kadru. Dolaze brojni stariji igrači koji uz pomoć najboljih mladih osvajaju prvo mjesto u 2. HRL – Jug i ulaze u viši rang, Prvu ligu. Nakon nekoliko sezona u vrhu, 2022. ujedinjeni klub je u doigravanju izborio i povratak u najvišu Premijer ligu.
Dobitnici su godišnje Nagrade grada Metkovića "Ždral" u području sporta za 2023. godinu.